# Anopheles karwari
Anopheles karwari är en tvåvingeart som först beskrevs av James 1903.  Anopheles karwari ingår i släktet Anopheles och familjen stickmyggor. Inga underarter finns listade i Catalogue of Life.